# Overland Track
Il cammino dell'Overland (in inglese Overland Track), è un sentiero escursionistico per saccopelisti situato nella parte settentrionale dell'isola di Tasmania, in Australia. Attraversa il Parco nazionale del monte Cradle e del lago St Clair, una regione compresa nella Tasmanian Wilderness, ovvero la zona dichiarata patrimonio mondiale dall'UNESCO per via dei caratteristici paesaggi e della natura incontaminata. Il cammino viene affrontato da più di 9000 persone ogni anno, con numeri limitati nei mesi più caldi. Ufficialmente la pista misura 65 km dal monte Cradle al lago St Clair, sebbene molti scelgano di percorrere una tratta più lunga che si affianca al lago St Clair e richiede un giorno di camminata in più, per un totale di 82 km. Si snoda attraverso terreni che attraversa montagne levigate dalle recenti glaciazioni, foreste decidue temperate, fiumi selvaggi e pianure alpine.
Esistono diversi percorsi alternativi ben noti, tra cui alcuni che culminano presso le vette del monte Cradle e del monte Ossa, il più alto della Tasmania e un gruppo di laghetti chiamato The Labyrinth. Noto per i suoi panorami incontaminati e per la sua bellezza, l'Overland Track è elencato da Lonely Planet tra i migliori percorsi per trekking al mondo.
La passeggiata può essere avviata in maniera autonoma, con sei rifugi pubblici principali gestiti dal Tasmania Parks and Wildlife e cinque strutture private gestite da privati. I visitatori, di solito, completano la pista in cinque o sei giorni recandosi da nord a sud. Il tempo record è di 7 h e 25 min, raggiunto da Andy Kromar nell'ambito della Cradle Mountain Run.

## Storia

### Epoca antica

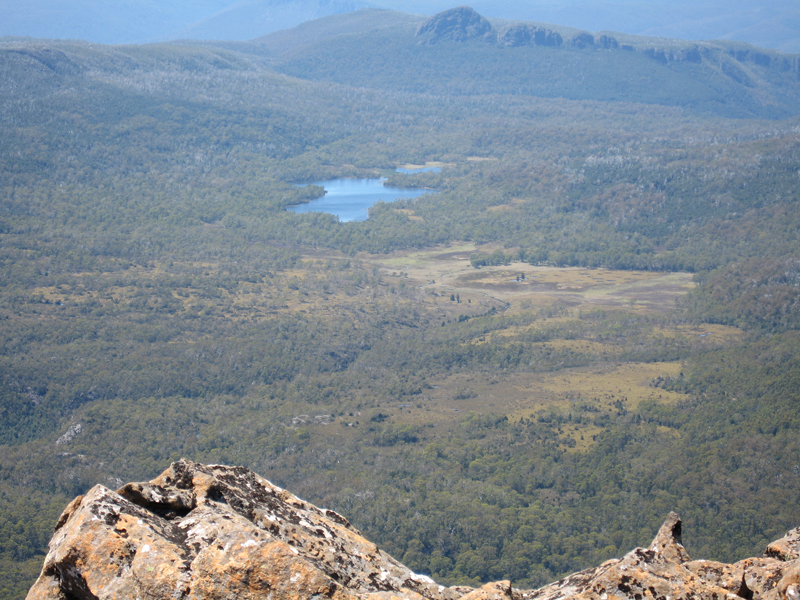
Piana di Pelion

L'Overland Track si trova tra il fiume Big e le località abitate in tempi antichi dagli aborigeni della Tasmania settentrionale: tale percorso potrebbe essere già stato compiuto dalle varie comunità tribali locali. Diversi manufatti e resti di villaggi più o meno stanziali contenenti vari tipi di pietra e strumenti sono stati rinvenuti nella piana di Pelion e presso il lago St Clair, dove i primi topografi segnalarono la presenza di capanne nella zona. Gli aborigeni della Tasmania furono sterminati dai coloni europei al loro arrivo e gli ultimi aborigeni che vivevano ancora come nei secoli precedenti nell'area risiedevano tra Barn Bluff e il lago Windemere nel 1836.

### Arrivo degli europei
Gli europei esplorarono e scalarono per la prima volta il monte Cradle nel 1827-1828 con Joseph Fossey e Henry Hellyer. I due si fecero strada nella regione settentrionale della Tasmania e effettuarono rilevamenti per conto della Van Diemen's Land Company. Il lago St Clair fu avvistato dall'agrimensore William Sharland nel 1832, quando George Frankland era alla guida di una nuova spedizione tre anni dopo.
Alla fine del XIX secolo, si tentò di costruire una ferrovia funzionare a collegare più in fretta gli insediamenti distribuiti sulla costa occidentale della Tasmania, all'epoca accessibili solo tramite imbarcazioni. L'ingegnere ferroviario Allan Stewart cominciò a esaminare un percorso che conduceva alla valle del Mersey, ma esaurì le risorse messe a disposizione dallo Stato prima che il progetto potesse essere completato. Alcune parti del tragitto da lui tracciato sono state utilizzate per realizzare un collegamento viario che conducesse alla città mineraria di Rosebery: nel 1883 venne ultimato un nuovo percorso che avrebbe in futuro funto da spunto per l'autostrada di Lyell.
La presenza di materie prime incoraggiò la prospezione e diede l'impulso all'installazione di diverse miniere tra cui quella di carbone vicino a Barn Bluff, quella di rame a Pelion Plains, il lago Windemere e il Commonwealth Creek, lo stagno presso il monte Inglis e il tungsteno nella valle di Forth. Nel corso di queste attività minerarie furono edificate delle capanne sulle rive del lago Windemere e dell'Old Pelion.
I cacciatori di animali lavorarono in zona dal 1860 fino alla crisi del commercio di pellicce avvenuta circa un secolo dopo, negli anni Cinquanta, quasi in concomitanza con quando la caccia nel parco fu dichiarata illegale. Sopravvivono oggi dei rifugi, tra cui Du Cane e Pine Valley, e sono evidenti i segni della presenza umana per via del disboscamento in vari punti.
Durante lo stesso periodo, la piana del Pelion veniva usato come sito per proseguire le attività di pascolo in estate: la zootecnia continuò ad essere intrapresa fino al 1948. Secondo quanto riferito, il bestiame rinselvatichito finiva per diventare piuttosto aggressivo nei confronti dell'uomo.

### Tutela ambientale e turismo
Sia il lago St Clair che il monte Cradle erano considerati dai coloni europei come destinazioni attraenti, per via della possibilità di realizzare alloggi turistici in ogni località.
Nel 1910 Gustav e Kate Weindorfer scalarono il monte Cradle: una volta ammirato da lassù il panorama, lasciandosi impressionare dalla bellezza, Gustav esclamò: "Quest'area deve diventare un parco nazionale per la gente per sempre. È magnifico e le persone devono conoscerlo e goderselo". Il luogo è stato dichiarato riserva panoramica nel 1922, poi riserva naturale nel 1927 e infine parco nazionale nel 1947. Durante tale periodo di transizione, i vecchi cacciatori e fabbricatori di pellicce iniziarono a costruire capanne e guidare gli escursionisti.
Fu solo nel 1931 che il cacciatore di pellicce Bert Nichols "inaugurò" l'Overland Track e nel 1935 corresse il percorso indirizzando gruppi di esploratori che si recavano in loco. Nel 1937 nacque ufficialmente l'Overland Track e la pista fu aggiornata al fine di essere disponibile per visite guidate e cavalli da soma. Poco dopo fu costruito il rifugio Kitchen, oggi utilizzato come ricovero di emergenza.
Negli anni '70 la gestione del parco passò alla neonata Tasmania Parks and Wildlife Service dopo la controversa inondazione del lago Pedder: subito dopo ricominciarono le visite guidate.

## Gestione
L'Overland Track è gestito dal Tasmanian Parks and Wildlife Service dal 1971, con lo scopo sia di migliorare l'accesso che di preservare le aree premiate come patrimonio mondiale dall'UNESCO.
L'ente supervisiona la manutenzione dei binari, lo stato e la condizione dei rifugi, si occupa dello smaltimento dei rifiuti dei servizi igienici e della retribuzione dei guardaparchi attivi lungo la pista durante l'estate.
Da quando è stata avviata tale gestione, la popolarità del cammino è aumentata notevolmente, con il numero di escursionisti cresciuto dai 1500 visitatori del 1971 agli 8800 del 2004. Ad essere mutata è anche la provenienza dei curiosi, in quanto il 35% giunge dall'estero, il 57% da altre regioni australiane e l'8% dalla Tasmania. Nel 2005 è stato implementato un sistema di prenotazione per gestire l'accresciuta popolarità e sono state poste restrizioni ai viaggiatori. Nel 2019, il costo per l'esperienza ammontava a 200 dollari australiani da ottobre a maggio (incluso), parco nazionale escluso, e gli escursionisti devono viaggiare da nord a sud spostandosi dal giorno della data prestabilita.

### Erosione
Il sito versava in cattive condizioni negli anni '80 per via del fango e della considerevole erosione, le quali ne rendevano inaccessibile il 29% del tracciato totale. Nel 1982, i principali parchi nazionali della Tasmania furono riconosciuti come patrimonio mondiale e il governo stanziò fondi federali per migliorare lo status di rifugi e percorsi secondari: la miglioria più importante adottata riguardò l'installazione di assi di legno per la camminata e segnalare dunque la via da intraprendere.
Nel 2015, le condizioni della pista sono state giudicate in condizioni notevolmente migliorate e solo il 4% è stato invece considerato "scadente".

## Pericoli
Il clima nei pressi delle montagne tasmaniane può rivelarsi imprevedibile e mutare all'improvviso rendendo le condizioni della pista meno sicure. Tuttavia, la maggior parte degli infortuni e dei decessi avvenute dal 1990 possono essere attribuiti a slittamenti avvenuti lungo le scarpate.
Nel 2014 uno studente cinese che stava completando la sua formazione nel Victoria è morto per ipotermia tra il rifugio Kitchen e la Valle delle Cascate a causa del tempo inclemente e dell'abbigliamento inadeguato. Un simile evento ha portato alla pubblicazione di linee guida più severe per la preparazione degli escursionisti e all'aggiunta di informazioni in lingua cinese all'inizio del sentiero.

## Clima
Il clima è generalmente instabile, con temperature che vanno dal caldo torrido (superiore a 35 °C) in estate a meno di 0 °C in inverno. La neve può cadere in qualsiasi momento ed è comune durante i mesi freddi, soprattutto sull'altopiano del monte Cradle e intorno al monte Ossa. La pioggia è abbastanza comune, a volte torrenziale, anche se spesso si tratta di scrosci leggeri. Inoltre, il clima varia in modo significativo tra il monte Cradle e il lago St Clair, in quanto presso il primo luogo si riscontra quasi il doppio delle precipitazioni annuali nonostante il numero di giorni di pioggia sia lo stesso di quello che si registra presso la massa d'acqua sopraccitata. Un simile andamento climatico viene oggi tenuto in grande considerazione dagli escursionisti professionisti e non.
| Dati climatici della valle di Cradle (903 m.s.l.m.) | Mesi  | Mesi  | Mesi  | Mesi  | Mesi  | Mesi  | Mesi  | Mesi  | Mesi  | Mesi  | Mesi  | Mesi  | Stagioni | Stagioni | Stagioni | Stagioni | Anno    |
| Dati climatici della valle di Cradle (903 m.s.l.m.) | Gen   | Feb   | Mar   | Apr   | Mag   | Giu   | Lug   | Ago   | Set   | Ott   | Nov   | Dic   | Est      | Aut      | Inv      | Pri      | Anno    |
| --------------------------------------------------- | ----- | ----- | ----- | ----- | ----- | ----- | ----- | ----- | ----- | ----- | ----- | ----- | -------- | -------- | -------- | -------- | ------- |
| T. max. media (°C)                                  | 16,6  | 17,0  | 14,4  | 10,8  | 7,9   | 5,1   | 4,6   | 4,9   | 7,5   | 10,5  | 12,8  | 15,2  | 16,3     | 11,0     | 4,9      | 10,3     | 10,6    |
| T. min. media (°C)                                  | 5,2   | 5,9   | 4,7   | 3,1   | 1,5   | −0,2  | −0,2  | −0,5  | 0,3   | 1,5   | 2,5   | 4,1   | 5,1      | 3,1      | −0,3     | 1,4      | 2,3     |
| T. max. assoluta (°C)                               | 30    | 30,5  | 25,1  | 20,0  | 17,8  | 11,1  | 11,5  | 12,7  | 17,9  | 19,9  | 22,0  | 27,0  | 30,5     | 25,1     | 12,7     | 22,0     | 30,5    |
| T. min. assoluta (°C)                               | −1    | −1,9  | −2,5  | −4,0  | −8,3  | −8,3  | −7,8  | −8,5  | −8,0  | −5,0  | −3,5  | −1,3  | −1,9     | −8,3     | −8,5     | −8,0     | −8,5    |
| Precipitazioni (mm)                                 | 148,8 | 121,9 | 148,1 | 204,1 | 276,4 | 272,3 | 315,7 | 301,7 | 269,4 | 252,4 | 205,1 | 181,7 | 452,4    | 628,6    | 889,7    | 726,9    | 2 697,6 |
| Giorni di pioggia                                   | 16,9  | 14,0  | 17,9  | 19,1  | 21,4  | 22,2  | 23,3  | 23,8  | 21,7  | 21,4  | 18,4  | 18,3  | 49,2     | 58,4     | 69,3     | 61,5     | 238,4   |
| Umidità relativa media (%)                          | 74    | 77    | 84    | 89    | 90    | 92    | 93    | 90    | 85    | 80    | 77    | 74    | 75       | 87,7     | 91,7     | 80,7     | 83,8    |

| Dati climatici del Parco nazionale del lago St. Clair | Mesi  | Mesi | Mesi  | Mesi  | Mesi  | Mesi  | Mesi  | Mesi  | Mesi  | Mesi  | Mesi  | Mesi  | Stagioni | Stagioni | Stagioni | Stagioni | Anno    |
| Dati climatici del Parco nazionale del lago St. Clair | Gen   | Feb  | Mar   | Apr   | Mag   | Giu   | Lug   | Ago   | Set   | Ott   | Nov   | Dic   | Est      | Aut      | Inv      | Pri      | Anno    |
| ----------------------------------------------------- | ----- | ---- | ----- | ----- | ----- | ----- | ----- | ----- | ----- | ----- | ----- | ----- | -------- | -------- | -------- | -------- | ------- |
| T. max. media (°C)                                    | 19,3  | 19,2 | 16,6  | 13,0  | 10,3  | 7,7   | 7,3   | 8,2   | 10,0  | 12,6  | 15,5  | 17,3  | 18,6     | 13,3     | 7,7      | 12,7     | 13,1    |
| T. min. media (°C)                                    | 6,3   | 5,9  | 4,2   | 2,8   | 1,6   | 0,2   | −0,1  | 0,3   | 0,9   | 2,0   | 3,6   | 5,0   | 5,7      | 2,9      | 0,1      | 2,2      | 2,7     |
| T. max. assoluta (°C)                                 | 33    | 31,9 | 30,2  | 23,2  | 21,7  | 14,2  | 13,1  | 17,0  | 20,4  | 25,7  | 28,0  | 32,6  | 33,0     | 30,2     | 17,0     | 28,0     | 33,0    |
| T. min. assoluta (°C)                                 | −2,5  | −4,0 | −4,1  | −5,0  | −6,0  | −7,0  | −7,2  | −7,0  | −6,2  | −6,5  | −4,0  | −2,6  | −4,0     | −6,0     | −7,2     | −6,5     | −7,2    |
| Precipitazioni (mm)                                   | 101,7 | 83,6 | 107,1 | 135,0 | 157,1 | 172,8 | 205,3 | 247,6 | 217,2 | 175,2 | 136,2 | 130,8 | 316,1    | 399,2    | 625,7    | 528,6    | 1 869,6 |

## Flora e fauna

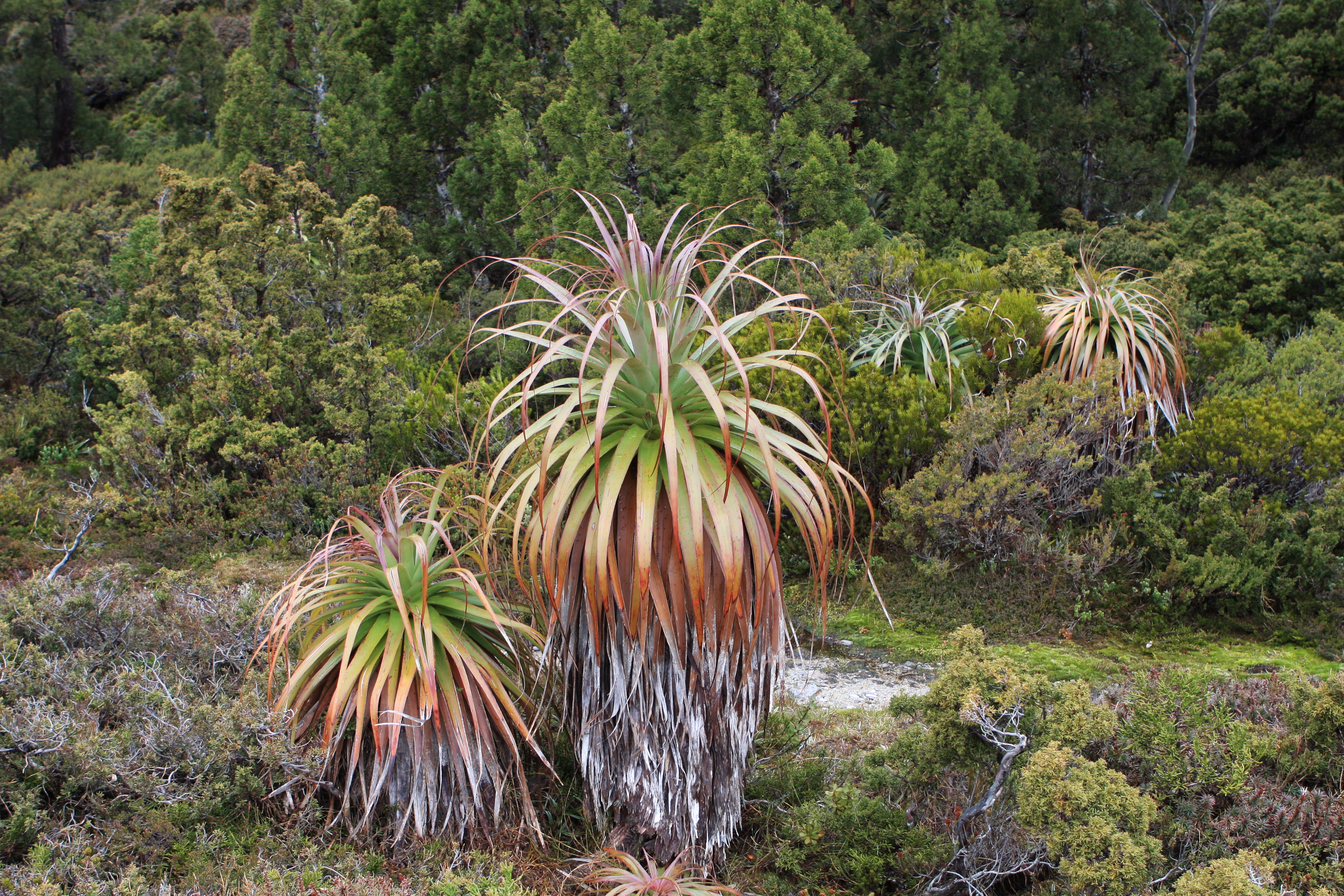
Un pandani (Richea pandanifolia) nei pressi del monte Cradle Mountain, una specie Gondwana endemica della Tasmania

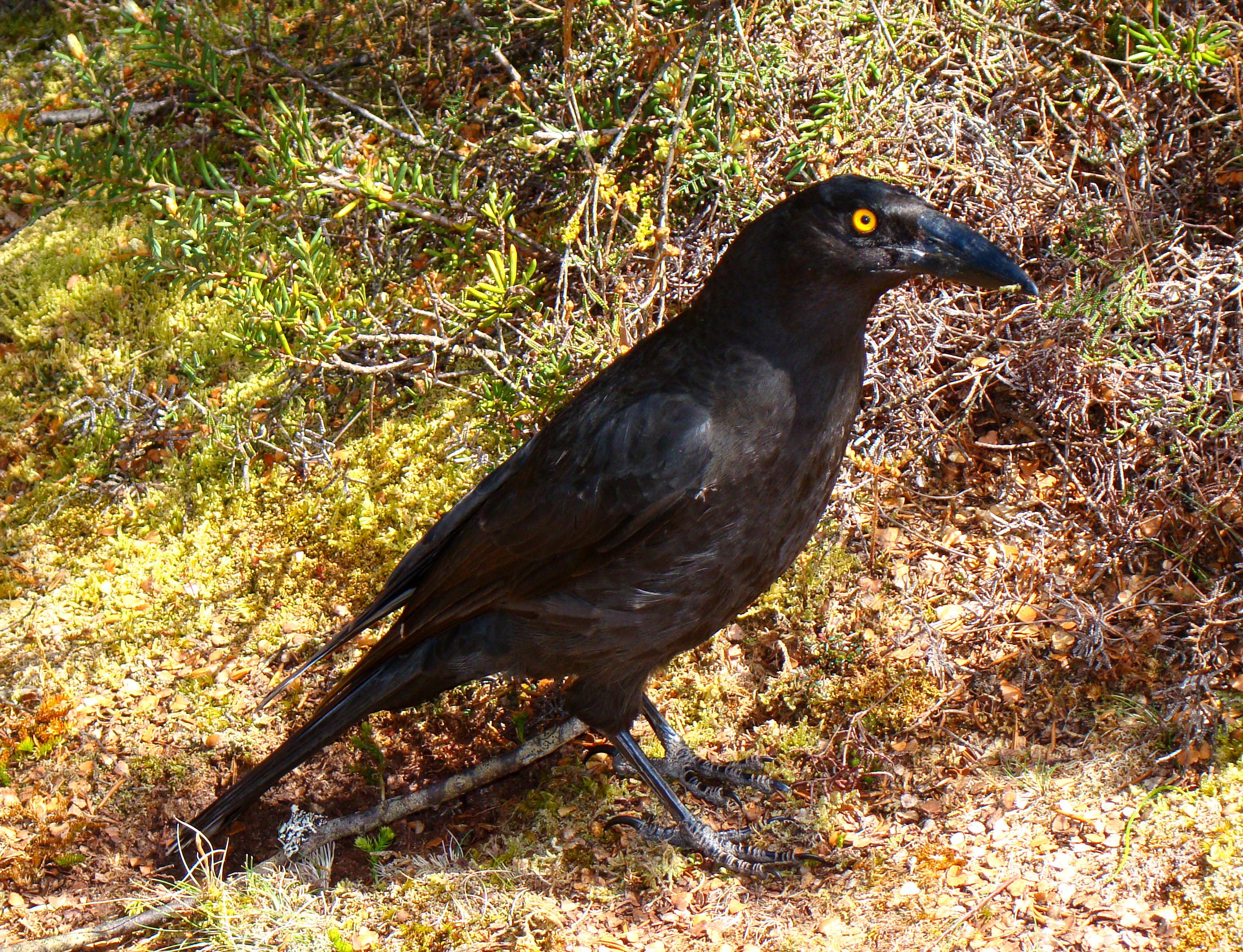
Un currawong nero (Strepera fuliginosa) nei pressi di Windermere

L'Overland Track attraversa in gran parte il Parco nazionale del monte Cradle e del lago St Clair, un variegato habitat per le specie endemiche della Tasmania. Si stima che il 40-55% della flora alpina documentata dell'area protetta è infatti esclusiva del posto. Inoltre, il 68% delle specie registrate nella foresta pluviale e nelle aree montane della Tasmania sono presenti nel parco. La vegetazione montana, in particolare, risulta estremamente varia ed è in gran parte sfuggita agli incendi boschivi che hanno causato sofferenze nelle regioni limitrofe.
Tra gli esemplari più comuni a livello faunistico, si possono citare gli endemici pademelon della Tasmania (Thylogale billardierii), gli opossum australiani (Phalangeriformes) e altri piccoli roditori, la maggior parte dei quali autoctoni. Decisamente presenti, ma spesso schivi e spaventati dalla presenza umana, sono anche il quoll (Dasyurus), l'echidna dal becco corto (Tachyglossus aculeatus), il diavolo della Tasmania (Sarcophilus harrisii), e il vombato comune (Vombatus ursinus). Famose dal punto di vista entomologico risultano anche le sanguisughe della Tasmania. La pista attraversa aree composte da svariati generi di vegetazione, tra cui la foresta di faggi di mirto, la foresta di eucalipti, le pianure di erba della stepposa, distese di erbe alpine, arbusti di bassa elevazione e muschi.

### Uccelli
Il parco è stato identificato come un'Area di Interesse Ornitologico (Important Bird Area o, in acronimo, IBA) perché costituisce habitat per undici specie endemiche di uccelli della Tasmania, come pure per la balia di fiamma (Petroica phoenicea), la balia ventrerosa (Petroica rodinogaster), l'aquila codacuneata (Aquila audax), il più grande rapace dell'Australia, e la rara, anche se non unica del sito, rosella verde (Platycercus caledonicus). Questa IBA è tra le più importanti nella Tasmania centro-settentrionale.

### Pianura erbosa
Grandi segmenti della pista attraversano pianure composte da un'erba esclusiva della Tasmania, la Gymnoschoenus sphaerocephalus: si pensa che la diffusione capillare di tale erba potrebbe essere stata causata dai metodi agricoli adottati dagli aborigeni prima dell'insediamento europeo.

### Interazioni umane con la fauna selvatica
Alcuni animali selvatici, in particolare opossum, currawong e quoll, si avvicinano all'uomo per via del cibo che viene loro offerto: in alcuni casi, tendono ad avvicinarsi a tende, rifugi e gruppi di turisti per tentare di accaparrarsi del nutrimento. Sebbene la stragrande maggioranza delle persone sia contraria a dare da mangiare alla fauna selvatica, grazie a uno studio effettuato in Tasmania, il 7,4% delle persone che pranzava nei parchi nazionali è stato colto mentre nutriva gli animali: i currawong cercavano poi ulteriori resti dopo la loro partenza. Si tende a raccomandare ai visitatori di non lasciare cibo anche perché, in alcuni casi, gli alimenti consegnati agli animali hanno fatto registrare casi di actinomicosi.

## Geologia
Le formazioni rocciose più antiche nel parco nazionale risultano quarziti deposte in epoca precambriana: esse formano una grande base inclinata verso SSO e sono maggiormente visibili nella sezione settentrionale della pista. In un'epoca successiva, ci fu una certa mineralizzazione che formò depositi di stagno e rame, mentre nel Permiano i depositi marini lasciarono fossili di molluschi e scogliere a strati sedimentari a circa 900 m.
Nel Giurassico, la dolerite si è intromessa nella crosta, formando colonne che ricoprono tutte le principali catene montuose del parco nazionale.
Le valli ai due estremi del percorso escursionistico si sono formate durante la disgregazione del Gondwana e sono state ulteriormente modificate e piegate dai ghiacciai durante l'ultima era glaciale. I circhi glaciali si sono formati intorno alla maggior parte dei picchi principali, confederando così al monte Cradle la sua forma caratteristica.

## Punti di interesse

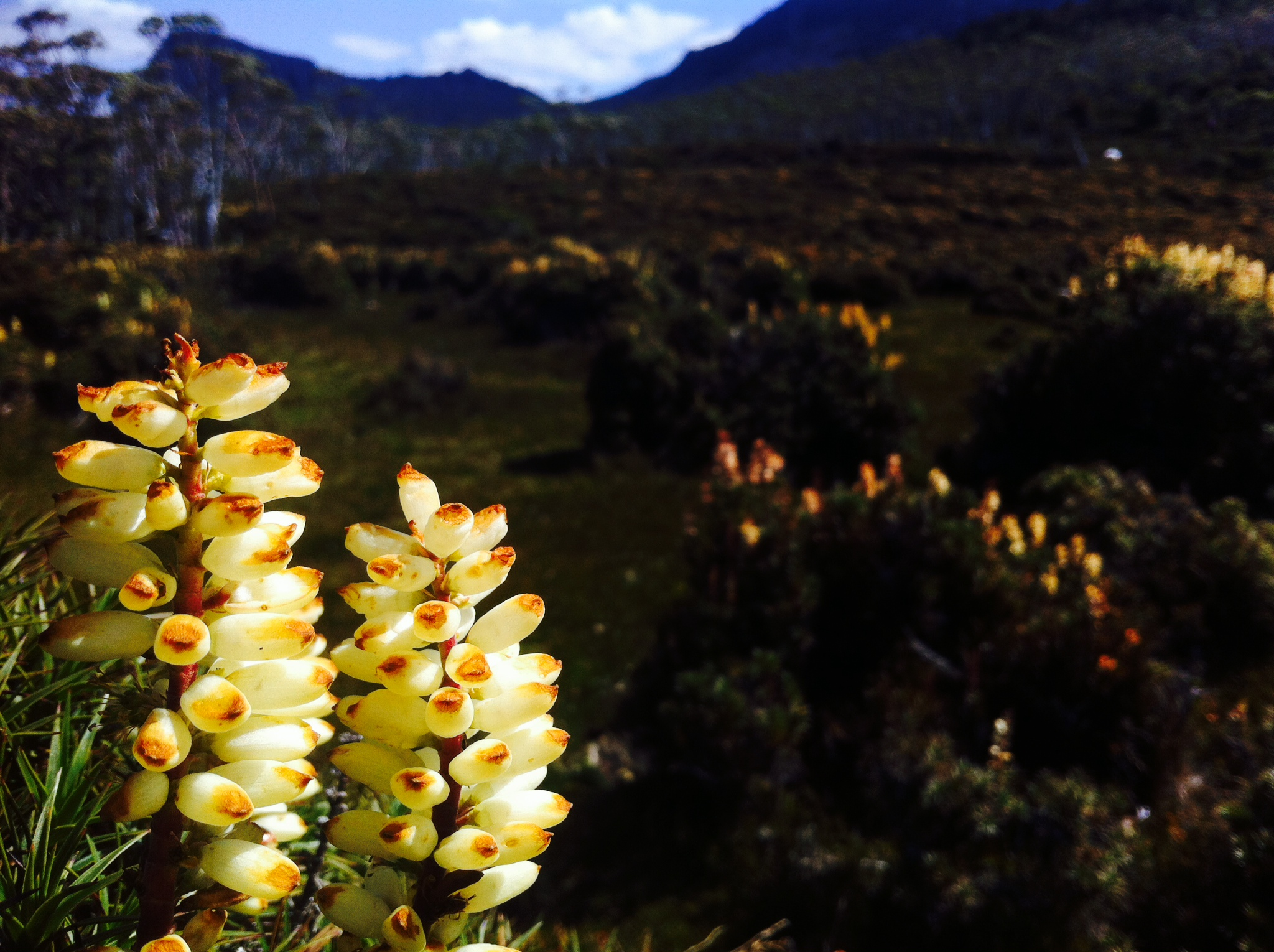
La scorparia è una pianta comune che costeggia il sentiero

L'Overland Track viene elencato tra i migliori percorsi per trekking al mondo dalla Lonely Planet e contiene "montagne scoscese [e] splendidi laghi e laghetti". Lo scenario si presenta spesso come spettacolare, con gli escursionisti che sottolineano spesso la spettacolarità del paesaggio montano, delle foreste, delle pianure, dei laghi e delle cascate. La Tasmania in generale è conosciuta per via della sua natura incontaminata, interessante e spesso unica, e per i professionisti di trekking l'Overland Track è considerato un modo relativamente accessibile di vivere questa parte del mondo.
- Laghi
  - Lago St Clair
  - Lago Will
  - Lago Windermere
  - Lago Dove
- Montagne
  - Monte Cradle
  - Barn Bluff
  - Monte Ossa
  - Monte Pelion Est
  - Monte Pelion Ovest
  - The Acropolis
  - Monte Rufus
- Cascate
  - Cascate Hartnett
  - Cascate Ferguson
  - Cascate D'Alton[18]

## Percorso a piedi
Il cammino si estende per 65 km: la maggior parte degli escursionisti percorre circa 12 km al giorno e soggiorna la notte dentro o nei pressi dei rifugi principali. Gli alloggi pubblici possono ospitare dalle 16 alle 36 persone ed esistono numerose piazzole per tende su piattaforme nelle aree. Sono altresì presenti rifugi privati per visite guidate.
La pista è per lo più ben definita e adeguatamente segnalata: le condizioni, tuttavia, variano notevolmente. Mentre da una parte ci sono lunghe sezioni in cui è possibile camminare su passerelle (duckboards) di legno composte da tronchi spaccati incastonati nel terreno e tenuti insieme con fili e chiodi, alcuni chilometri devono essere affrontati percorrendo terreni che tendono a diventare fangosi quando piove. In inverno, la superficie è ghiacciata di prima mattina, cosa che spinge i visitatori a dover prestare ulteriore attenzione per evitare di scivolare. Un simile rischio non è assai frequente nel sud-ovest, principalmente a causa della presenza di passerelle.
Si consiglia agli escursionisti inesperti di intraprendere la passeggiata in estate quando le giornate sono più lunghe e il tempo più mite. Durante questo periodo il numero di visitatori è controllato grazie al pass dell'Overland, un tesserino che impedisce la presenza di più di un tot di turisti per volta. Gli accessi straordinari sono consentiti sono ai responsabili della manutenzione del tracciato e i visitatori devono camminare da nord a sud. La marcia non è impegnativa a condizione che chi cammini sia adeguatamente preparata e abbia con sé l'attrezzatura adeguata. La pista si rintraccia sulla mappa Tasmap del monte Cradle-lago St Clair in scala 1:100000.

### Percorso principale

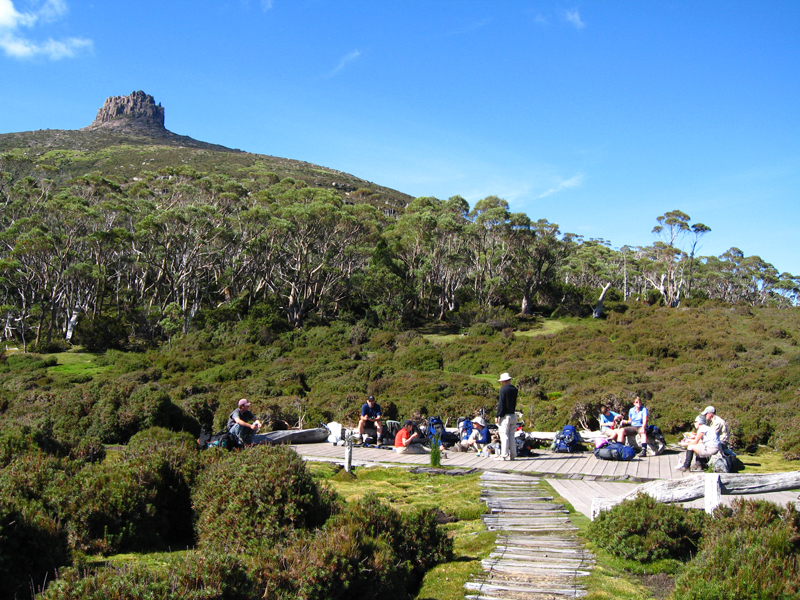
Passo del Pelion

Il cammino principale comincia presso il torrente Ronny (o il lago Dove) e attraversa l'altopiano del monte Cradle per poi raggiungere la Valle delle Cascate. Si procede in seguito in discesa verso le brughiere fino al lago Windermere e attraverso le foreste pluviali Rino al passaggio sul fiume Forth a Frog Flats, prima di tornare a salire verso la piana del Pelion. Il sentiero giunge sul passo tra il monte Ossa e il Pelion Est, scendendo dunque verso il rifugio Kia Ora. La sezione successiva attraversa la Du Cane Range, formata da circhi glaciali e circondata da numerose cascate: si scende quindi al fine di attraversare il fiume Narcissus e si raggiunge il lato nord del lago St Clair. Da qui, gli escursionisti prendono il traghetto per attraversare il lago o percorrono i 17 km fino alla baia di Cynthia.

### Percorsi alternativi
Esiste una serie di percorsi alternativi che può essere intrapresa mentre si sta seguendo l'Overland Track. Da nord a sud questi risultano:
- Cima del monte Cradle - 2 km, 2-3 h tra andata e ritorno.
- Barn Bluff - 7 km, 3-4 h tra andata e ritorno.
- Lago Will - 3 km, 1 h per il ritorno.
- Monte Pelion Ovest - 6 km, 5–6 h per il ritorno.
- Old Pelion Hut (con piscina) - 1 km, 25 min tra andata e ritorno
- Monte Oakleigh - 8 km, 4–5 h per il ritorno.
- Monte Ossa - 6 km, 3,5–4,5 h tra andata e ritorno.
- Monte Pelion Est
- Pine Valley, Tasmania
  - The Acropolis
  - The Labyrinth
- Cascate Ferguson e D'alton - 1 km, 1-1,5 h tra andata e ritorno.
- Cascate Hartnett - 1,5 km, 1 h di ritorno.
- Monte Rufus.

## Rifugi

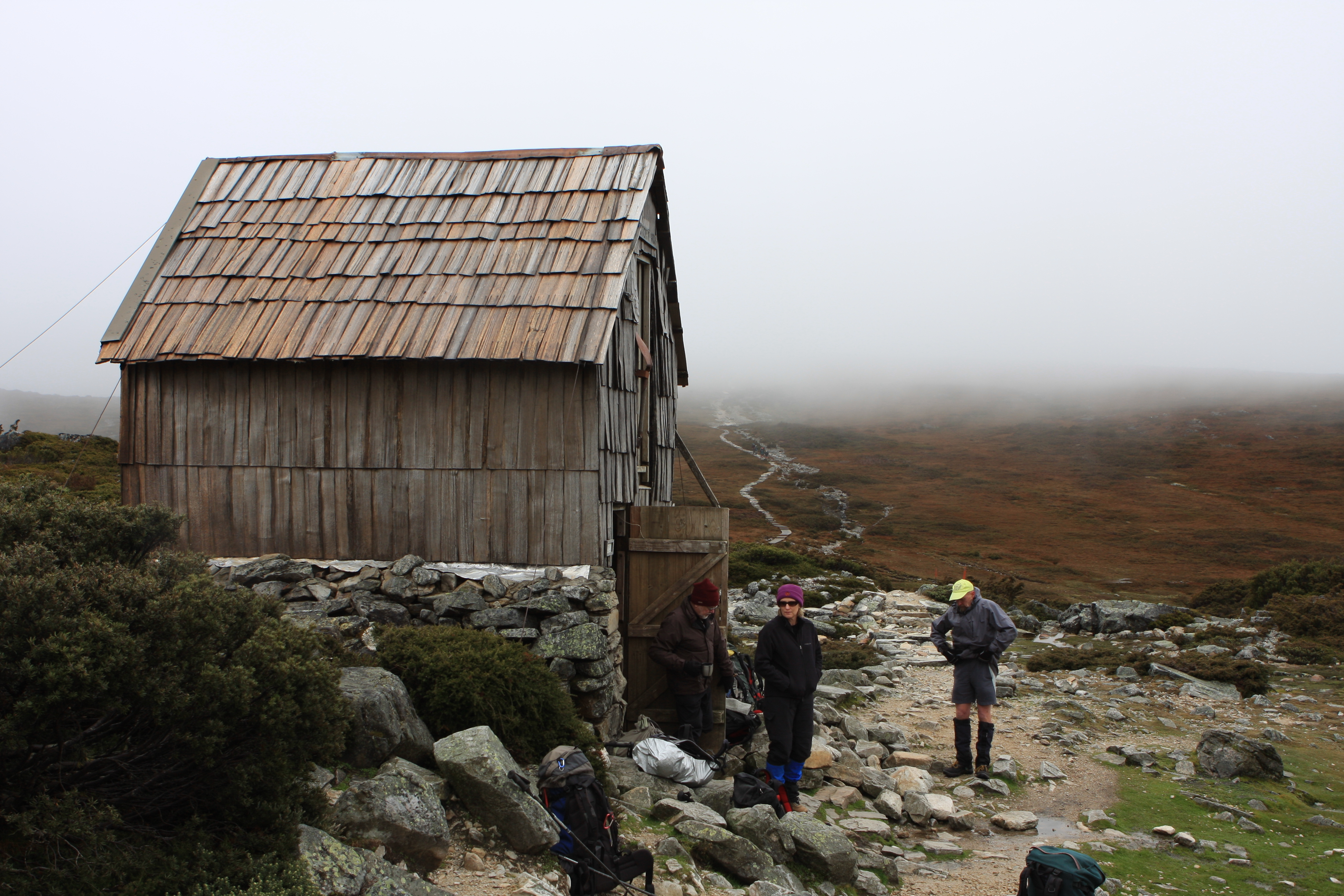
Rifugio Kitchen (Kitchen Hut)

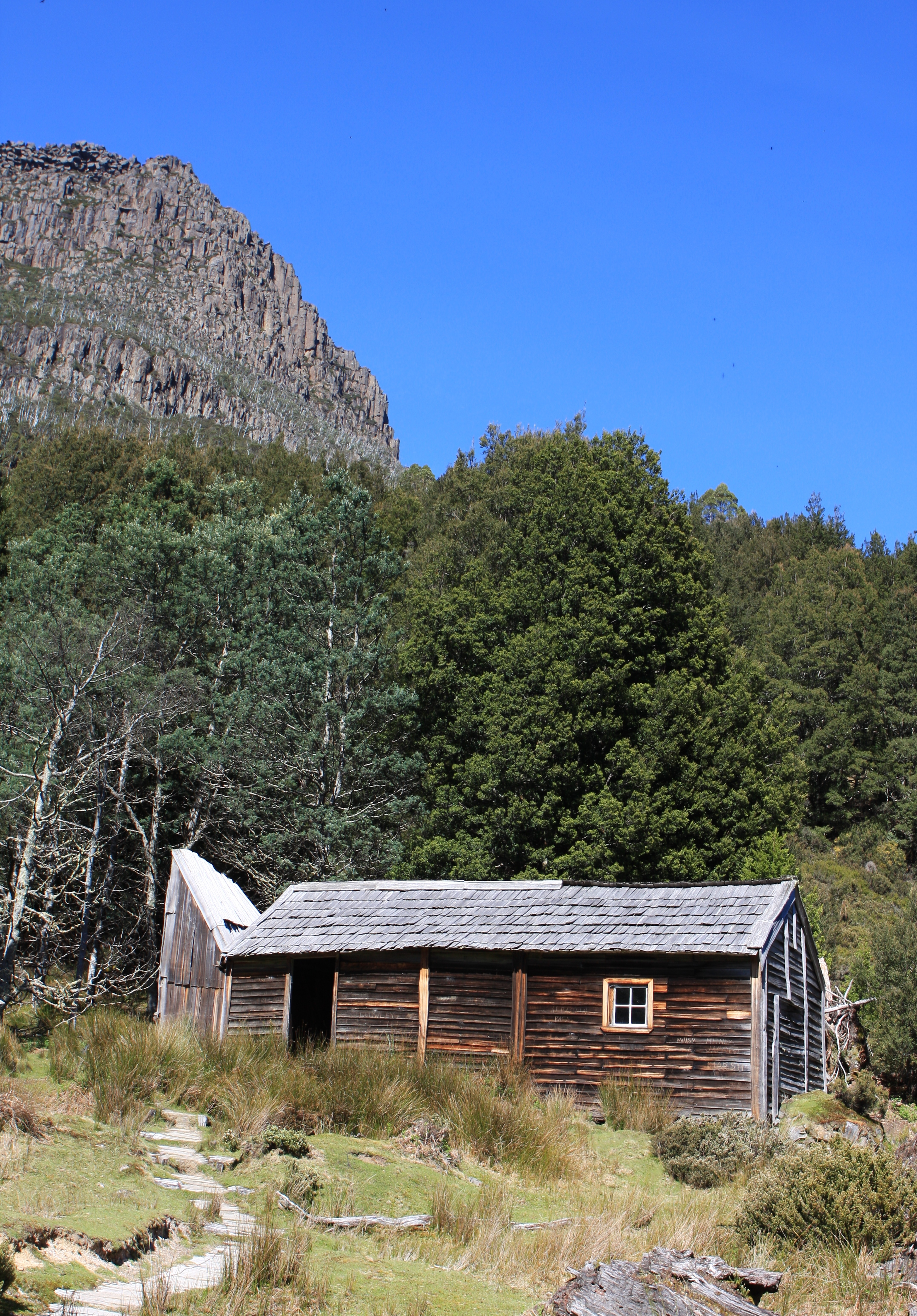
Rifugio Du Cane (Du Cane Hut)

La pista vanta molti rifugi, i quali consentono agli escursionisti di rimanere al chiuso ogni notte. Non esiste un sistema di prenotazione per i rifugi, ragion per cui è obbligatorio per gli escursionisti portare una tenda nel caso in cui non ci sia spazio disponibile o qualora si verifichi un incidente sulla pista. I gruppi commerciali non sono incoraggiati a utilizzare le capanne durante la notte e, mentre una società opera da una serie di cinque capanne private, tutti gli altri operatori sfruttano le aree di campeggio di gruppo designate vicino a ciascuna delle capanne principali.

### Rifugi lungo il sentiero principale
| Nome                 | Posizione              |
| -------------------- | ---------------------- |
| Waterfall Valley Hut | 41°42′53″S 145°56′49″E |
| Windermere Hut       | 41°46′18″S 145°57′23″E |
| New Pelion Hut       | 41°49′46″S 146°02′47″E |
| Kia Ora Hut          | 41°53′32″S 146°04′53″E |
| Burt Nichols Hut     | 41°55′56″S 146°05′20″E |
| Narcissus Hut        | 42°00′45″S 146°06′06″E |
| Echo Point Hut       | 42°02′37″S 146°08′17″E |

### Rifugi lungo i percorsi alternativi
| Nome                       | Posizione              |
| -------------------------- | ---------------------- |
| Pine Valley Hut            | 41°57′31″S 146°03′48″E |
| Scott-Kilvert Memorial Hut | 41°41′33″S 145°57′56″E |

### Rifugi per uso diurno e punti di emergenza
L'utilizzo notturno di questi luoghi è vietato tranne che in caso di emergenza.
| Nome           | Posizione                |
| -------------- | ------------------------ |
| Kitchen Hut    | 41°40′32.7″S 145°56′46″E |
| Rangers Hut    | 41°40′21″S 145°57′56″E   |
| Du Cane Hut    | 41°54′17″S 146°06′08″E   |
| Old Pelion Hut | 41°49′34″S 146°02′09″E   |

## Cradle Mountain Run
La Cradle Mountain Run è un'ultramaratona australiana lunga 82 km che segue l'Overland Track. Si tratta della gara di resistenza più antica d'Australia e si è svolta ogni anno dal 1980: l'ingresso è altamente controllato a causa di preoccupazioni ambientali.
Il record nella gara maschile di 7 h e 25 min è detenuto da Andy Kromar, in quella femminile di 8 h e 13 min di Hanny Allston.